# داود سوسلان

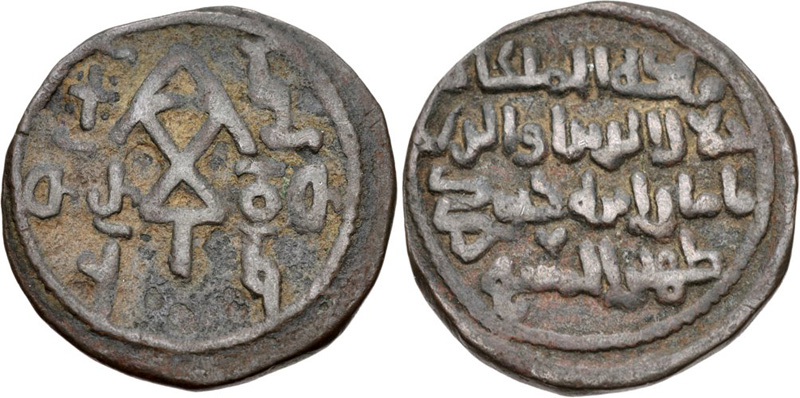
سکه‌ای که در سال ۱۲۰۰ میلادی به نام تامار و داود ضرب شده‌است. نقش سما چپ نشان ویژه تامار را بر خود دارد و نقش سمت راست نام و القاب او به خط عربی است.

داود سوسلان (یا داوید سوسلان، به آسی: Сослан-Дауыт (سوسلان-دائویت)، به گرجی: დავით სოსლანი) (مرگ: ۱۲۰۷ میلادی) یک شاهزاده از قوم ایرانی‌تبار اَلان بود که بیشتر به خاطر دستاوردهای رزمی‌اش در زمان جنگ‌های گرجستان با همسایگان مسلمانش به‌ویژه به خاطر پیروزی‌هایش بر سلجوق‌ها و اتابکان آذربایجان شهرت دارد. داود سوسلان دومین شوهر ملکه تامار، ملکه فرمانروای گرجستان بود که در سال ۱۱۸۹ با او ازدواج کرد و تا اندازه زیادی در فرمانروایی با او شریک بود.

## پیشینه
داود سوسلان یکی از اعضای خاندان پادشاهی حاکم بر آلانستان بود. این خاندان یک پادشاهی مسیحی ارتدکس را در قفقاز شمالی تشکیل داده‌بود و میان این خاندان با دودمان باگراتیونی گرجستان ازدواج‌های زیادی صورت می‌گرفت.
ملکه تامار خود از سوی مادر الانی بود و داود سوسلان نیز از بستگان مادری تامار بود. تامار پس از جدایی از شوهر نخست خود، یوری بوگولیوبسکی اهل روسیه، در سال ۱۱۸۷ یا ۱۱۸۹ با داود سوسلان در کاخ دیدوبه در نزدیکی تفلیس ازدواج کرد.
تامار و داود دو فرزند داشتند. فرزند پسر آن‌ها که بعداً با عنوان جرج چهارم پادشاه گرجستان شد در سال ۱۱۹۱ به دنیا آمد. زاده شدن جرج، شادی و جشن بزرگی را در قلمرو تامار به دنبال داشت. خواهر جرج، روسودان، در حدود سال ۱۱۹۳ به دنیا آمد و بعدها به عنوان ملکه گرجستان جانشین برادر خود شد.